# Träskända stadsvapen

Träskända stadsvapen.

Träskända stadsvapen är det heraldiska vapnet för Träskända i det finländska landskapet Nyland. Vapnet ritades av Olof Eriksson och fastställdes av Inrikesministeriet 10 februari 1956.
Motivet är en bevingad lyra. Färgsättningen är hämtad från Nylands landskapsvapen. Lyran symboliserar Tusby träsks konstnärssamhälle som förutom Tusby också låg i Träskända köpings område. Dessutom symboliserar lyran Träskändas status som utbildningscentrum.